# Tennis als Jocs Olímpics d'estiu de 1924
Als Jocs Olímpics de 1924 celebrats a la ciutat de París, França, es van disputar cinc proves tennístiques, dues en categoria masculina, dues en categoria femenina i una en categoria mixta. La competició se celebrà entre el 13 i el 21 de juliol de 1924 sobre terra batuda a l'Estadi Olímpic de Colombes.
Aquesta fou l'última edició en la qual el tennis fou esport olímpic en uns Jocs Olímpics d'Estiu, sent incorporat novament com a esport de demostració en els Jocs Olímpics d'Estiu de 1968 i Jocs Olímpics d'Estiu de 1984. A partir de la celebració dels Jocs Olímpics d'Estiu de 1988 aquest esport fou novament integrat al programa olímpic.

## Nacions participants
Hi participaren un total de 124 tennistes, entre ells 35 dones, de 27 nacions diferents:
| - Argentina (5) (homes: 5;dones: 0) - Austràlia (2) (homes: 2;dones: 0) - Bèlgica (8) (homes: 4;dones: 4) - Dinamarca (5) (homes: 4;dones: 1) - Estats Units (9) (homes: 4;dones: 5) - Espanya (8) (homes: 6;dones: 2) - Finlàndia (4) (homes: 4;dones: 0) - França (10) (homes: 5;dones: 5) - Grècia (3) (homes: 2;dones: 1) - Hongria (5) (homes: 4;dones: 1) - Índia (6) (homes: 5;dones: 1) - Irlanda (4) (homes: 2;dones: 2) - Itàlia (5) (homes: 2;dones: 3) - Iugoslàvia (1) (homes: 1;dones: 0) | - Japó (4) (homes: 4;dones: 0) - Luxemburg (1) (homes: 1;dones: 0) - Mèxic (2) (homes: 2;dones: 0) - Noruega (4) (homes: 2;dones: 2) - Països Baixos (3) (homes: 2;dones: 1) - Portugal (1) (homes: 1;dones: 0) - Regne Unit (10) (homes: 5;dones: 5) - Romania (3) (homes: 3;dones: 0) - Sud-àfrica (4) (homes: 4;dones: 0) - Suècia (4) (homes: 2;dones: 2) - Suïssa (4) (homes: 4;dones: 0) - Txecoslovàquia (5) (homes: 5;dones: 0) - Xile (2) (homes: 2;dones: 0) |

## Resum de medalles

### Categoria masculina
| Prova      | Or                                            | Argent                               | Bronze                            |
| Individual | Vincent Richards                              | Henri Cochet                         | Umberto De Morpurgo               |
| Dobles     | Estats UnitsFrancis Hunter · Vincent Richards | FrançaJacques Brugnon · Henri Cochet | FrançaJean Borotra · René Lacoste |

### Categoria femenina
| Prova      | Or                                          | Argent                                     | Bronze                                            |
| Individual | Helen Wills                                 | Julie Vlasto                               | Kathleen McKane                                   |
| Dobles     | Estats UnitsHazel H. Wightman · Helen Wills | Regne UnitPhyllis Covell · Kathleen McKane | Regne UnitEvelyn Colyer · Dorothy Shepherd-Barron |

### Categoria mixta
| Prova  | Or                                                  | Argent                                       | Bronze                                        |
| Dobles | Estats UnitsHazel H. Wightman · Richard N. Williams | Estats UnitsMarion Jessup · Vincent Richards | Països BaixosKornelia Bouman · Hendrik Timmer |

## Medaller
| Posició | País          | Or | Argent | Bronze | Total |
| 1       | Estats Units  | 5  | 1      | 0      | 6     |
| 2       | França        | 0  | 3      | 1      | 4     |
| 3       | Regne Unit    | 0  | 1      | 2      | 3     |
| 4       | Itàlia        | 0  | 0      | 1      | 1     |
| 4       | Països Baixos | 0  | 0      | 1      | 1     |
| Total   | Total         | 5  | 5      | 5      | 15    |